# Efrem (Jefriemow)
Efrem, imię świeckie: Michaił Jefremow, (ur. 15 września?/27 września 1889 w Kazaniu, zm. 14 listopada 1941) – rosyjski biskup prawosławny.

## Życiorys
W 1916 ukończył Kazańską Akademię Duchowną. W czasie studiów, 1 listopada 1914, złożył wieczyste śluby zakonne przed rektorem Akademii biskupem Anatolem. Ten sam duchowny wyświęcił go na hierodiakona 8 listopada tego samego roku. Święcenia kapłańskie przyjął 8 listopada 1915. Po studiach został zatrudniony w Akademii i pracował w niej do jej zamknięcia po rewolucji październikowej.
W 1926 został aresztowany i skazany na trzyletnią zsyłkę do republiki Komi.  
W 1929 otrzymał godność archimandryty. 7 kwietnia 1932 został wyświęcony na biskupa jarańskiego, wikariusza eparchii wiackiej. Jako konsekratorzy w ceremonii wzięli udział metropolita niżnonowogrodzki Sergiusz, arcybiskup odeski Anatol oraz arcybiskup chutyński Aleksy. Od 1934 do 1936 ponownie przebywał w więzieniu. W 1936 został mianowany biskupem sarańskim. Po roku został uwięziony po raz trzeci. Po uwolnieniu we wrześniu 1937 objął katedrę kurską. W 1941 zmarł.